# Tas-Salvatur

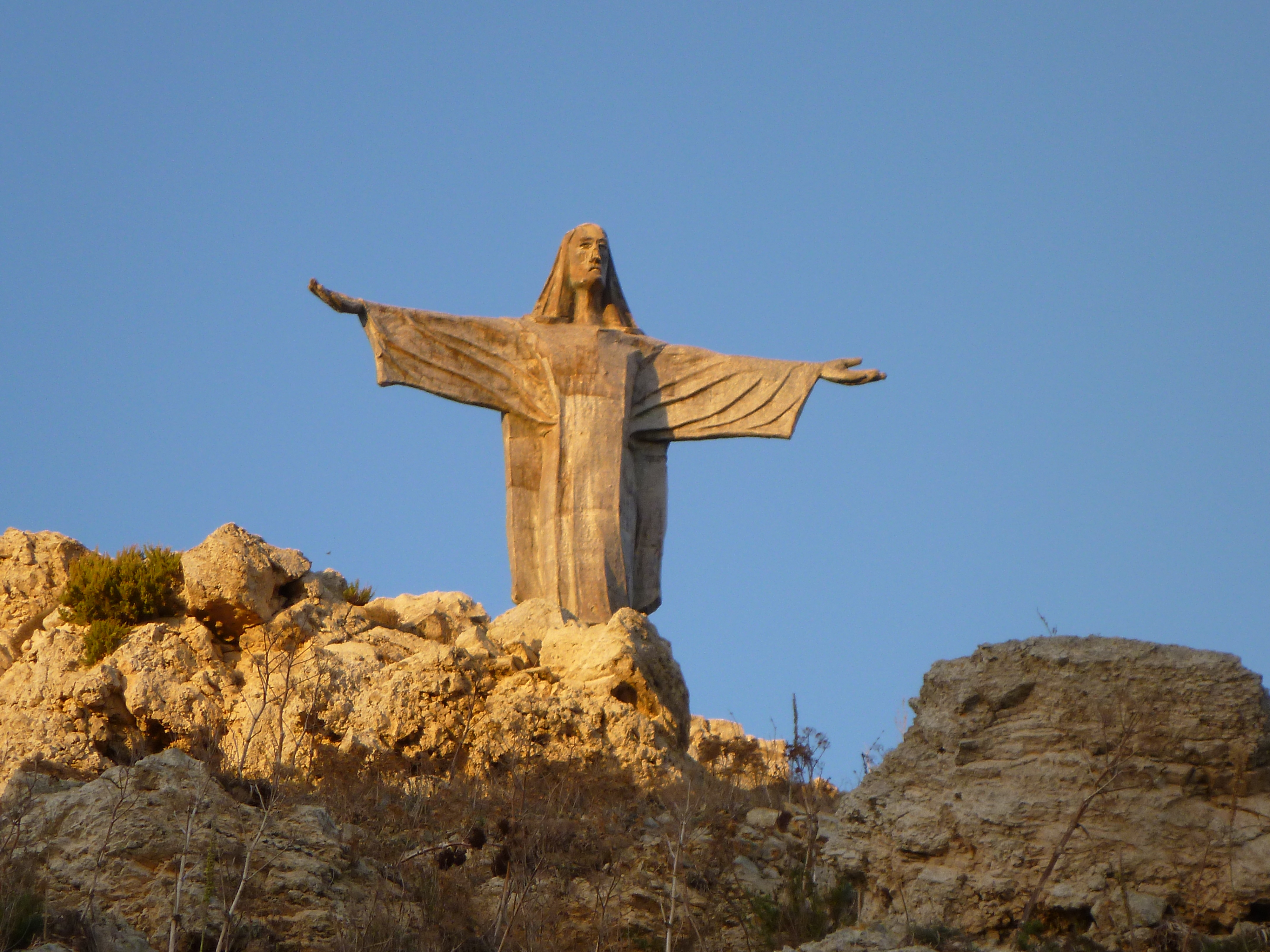

Tas-Salvatur är en kulle i republiken Malta.   Den ligger i kommunen Iż-Żebbuġ, i den nordvästra delen av landet. Toppen på Tas-Salvatur är 69 meter över havet, eller 22 meter över den omgivande terrängen. Bredden vid basen är 0,24 km. Tas-Salvatur ligger på ön Gozo.